# Tlalocohyla loquax
Tlalocohyla loquax är en groddjursart som först beskrevs av Gaige och Stuart 1934.  Tlalocohyla loquax ingår i släktet Tlalocohyla och familjen lövgrodor. IUCN kategoriserar arten globalt som livskraftig. Inga underarter finns listade i Catalogue of Life.